# Сплит-Рок (тауншип, Миннесота)
Сплит-Рок (англ. Split Rock) — тауншип в округе Карлтон, Миннесота, США. На 2000 год его население составило 124 человека.

## География
По данным Бюро переписи населения США площадь тауншипа составляет 94,8 км², из которых 94,8 км² занимает суша, водоёмов нет.

## Демография
По данным переписи населения 2000 года здесь находились 124 человека, 55 домохозяйств и 31 семья. Плотность населения —  1,3 чел./км². На территории тауншипа расположено 100 построек со средней плотностью 1,1 построек на один квадратный километр. По информации Census 2000, расовый состав населения: 99,19 % белых и 0,81 % приходится на две или более других рас. Испанцы или латиноамериканцы любой расы составляли 0,81 % от популяции тауншипа. 31,9 % населения составляли поляки, 20,4 % финны, 15,0 % немцы и 11,5 % граждан США.
Из 55 домохозяйств в 30,9 % воспитывались дети до 18 лет, в 43,6 % проживали супружеские пары, в 9,1 % проживали незамужние женщины и в 43,6 % домохозяйств проживали несемейные люди. 41,8 % домохозяйств состояли из одного человека, при том 25,5 % из — одиноких пожилых людей старше 65 лет. Средний размер домохозяйства — 2,25, а семьи — 3,13 человека.
29,8 % населения — младше 18 лет, 4,0 % — в возрасте от 18 до 24 лет, 25,8 % — от 25 до 44, 21,8 % — от 45 до 64, и 18,5 % — старше 65 лет. Средний возраст — 41 год. На каждые 100 женщин приходилось 90,8 мужчин. На каждые 100 женщин старше 18 приходилось 97,7 мужчин.
Средний годовой доход домохозяйства составлял 26 250 долларов, а средний годовой доход семьи —  43 750 долларов. Средний доход мужчин —  37 500  долларов, в то время как у женщин — 16 875. Доход на душу населения составил 17 677 долларов. За чертой бедности находились 16,7 % семей и 17,3 % всего населения тауншипа, из которых 25,0 % младше 18 и 30,8 % старше 65 лет.